# William Douglas z Nithsdale
William Douglas z Nithsdale (ok. 1370 - ok. 1392) był szkockim rycerzem i krzyżowcem Krucjat Północnych. 
William Douglas był nieślubnym synem Archibalda Grima, 3. hrabiego Douglas i nieznanej z imienia matki. 
Mężczyzna o zapewne zawadiackim usposobieniu, Douglas był z armią francusko-szkocką, kiedy ta bez sukcesu oblegała Zamek w Carlisle w 1385 roku, gdzie obrońcą był gubernator Lord Clifford. Jest odnotowane, że dokonał tam bohaterskich czynów, dowodzących męstwa i zabił dużo Anglików.
Na pewno dostał ostróg, kiedy w 1387 roku poślubił Egidię (lub Gelis) Stewart, księżniczkę szkocką, córkę króla Roberta II, sławną ze swego piękna.  Jako posag wniosła ziemie w Nithsdale w południowo-zachodniej Szkocji, Herbertshire w hrabstwie Stirling i roczną rentę w wysokości 300 funtów.
W ciągu pierwszego roku małżeństwa młody Nithsdale poprowadził ekspedycję karną przeciw irlandzkim najeźdźcom, którzy niepokoili dzierżawy jego ojca w Fiefdorn z Galloway. Wczesnym latem 1388 roku z grupą 500 dobrze przygotowanych weteranów żołnierzy popłynął do Carlingford Lough, wylądował pod miastem, które wezwało posiłki. W rezultacie Szkoci, weterani lat walk granicznych, pobili Irlandczyków, zdobyli miasto i je spalili, zajęli zamek i przechwycili 15 statków w porcie. Nithsdale i jego siły ekspedycyjne odpłynęły do Loch Ryan, by zdążyć jeszcze wziąć udział w najeździe na Północną Anglię, co miało swoją kulminację w Bitwie pod Otterburn 19 sierpnia 1388 roku, w której Nithsdale odznaczył się w walce. Rok po bitwie zawarty został rozejm pomiędzy Anglią i Szkocją. 
Nithsdale w poszukiwaniu sławy rycerskiej ok. 1389 roku zdecydował się przyłączyć do Krzyżaków, walczących z Litwinami we wschodniej Europie. Uprzednio popadł w spór z Lordem Cliffordem, byłym adwersarzem w Carlisle. Kiedy obaj byli za granicą uważa się, że Clifford wyzwał Nithsdale na pojedynek i Douglas nawet wybrał się do Francji, by zdobyć odpowiednią broń do walki. Clifford jednakże zmarł 18 sierpnia 1391 roku, ale Nithsdale dotrzymał warunków ich "schadzki". Kiedy przechodził przez most prowadzący do głównej bramy w Gdańsku, został "zabity przez Anglików". Mieszczanie gdańscy zdecydowali, że "z powodu zasług świetnej służby, jakie ród Douglasa uczynił dla tego miasta, wspomagając je w skrajnie krytycznych potrzebach przeciw Polakom, Szkoci mieli pozwolone być wolnymi mieszczanami w mieście". Kamienna tarcza na Wysokiej Bramie została przyozdobiona herbem tego rycerza, a brama przez następne stulecia powszechnie była nazywana Bramą Douglasa, tak opisywana jeszcze w 1734 roku.
Ponieważ Nithsdale podjął większość swoich należności z osiedla Dumfries w 1392 przyjmuje się, że jego śmierć nastąpiła w tym roku lub wkrótce potem.